# Potamologia

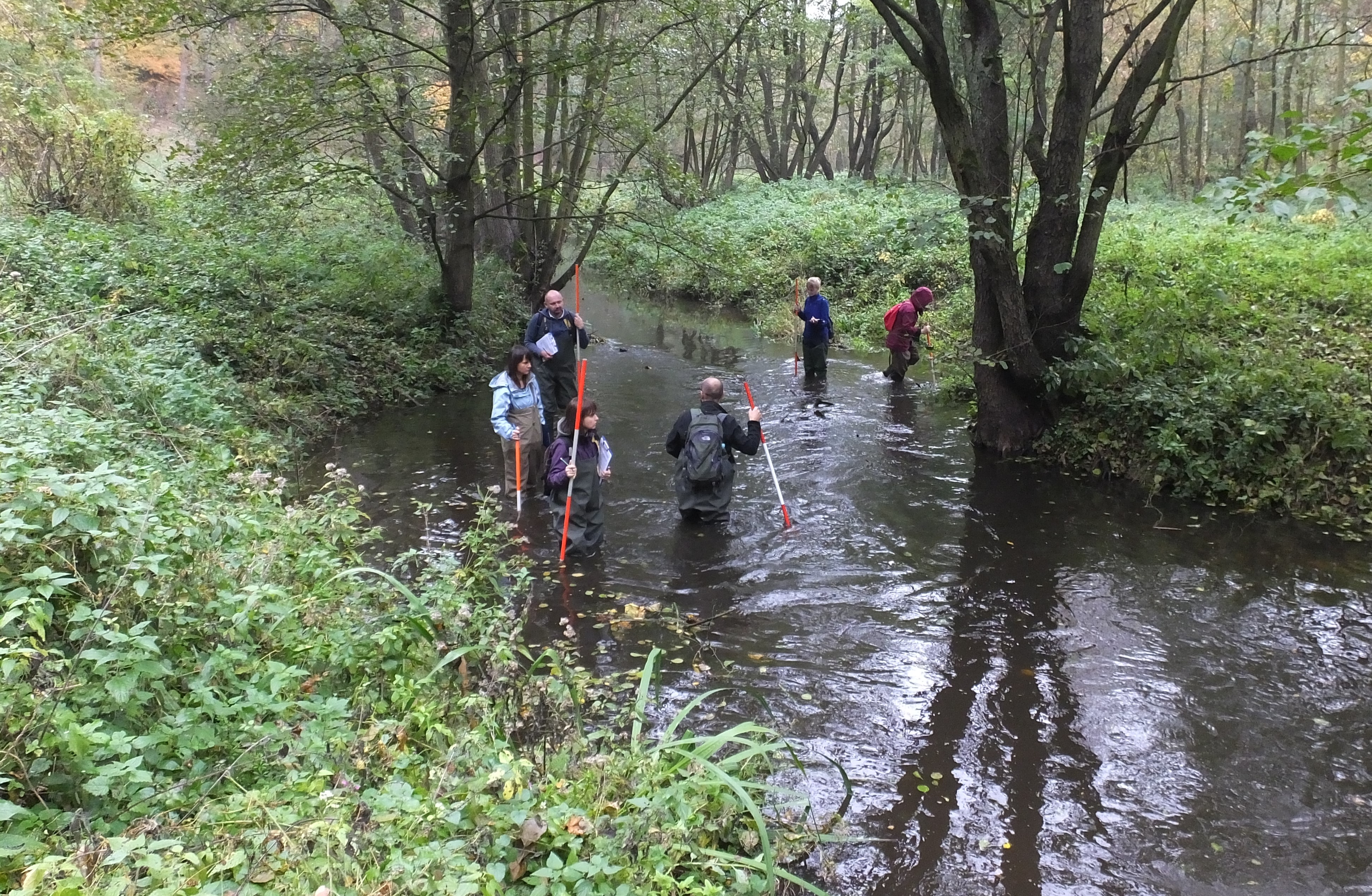
Monitoring hydromorfologiczny rzeki.

Potamologia (z gr. пοταμός, potamós – rzeka), hydrologia rzek – dział geografii, konkretniej hydrologii, badający rzeki. Dzieli się na następujące nauki:
- hydrografia rzek
- teoria odpływu
- teoria procesów korytowych